# كيسي كرامر
كيسي كرامر (بالإنجليزية: Casey Cramer)‏ هو لاعب كرة قدم أمريكية أمريكي، ولد في 5 يناير 1982 في ماديسون في الولايات المتحدة.

## وصلات خارجية
- كيسي كرامر على موقع مرجع كرة القدم المحترفة.كوم (الإنجليزية)